# VFC-12
Escadron de chasse composite 12
Le Fighter Squadron Composite 12 ou VFC-12, connu sous le nom de « Fighting Omars », est un escadron de chasse composite de l'United States Navy Reserve (USNR) pilotant le E-2 Hawkeye. L'escadron est basé à la Naval Air Station Oceana en Virginie et fait partie de la Tactical Support Wing de la Réserve navale des États-Unis. Les "Fighting Omars" sont composés de réservistes sélectionnés, de réservistes à plein temps (FTS) et de personnel en service actif. 
Il fournit une formation sur l'adversaire aux escadrons aériens de la marine de la côte est. À la fin de 2012, le schéma de peinture de camouflage bleu unique de l'adversaire sur les avions de l'escadron a été remplacé par le Splinter camouflage du Su-35 Flanker Prototype 2 à la fin de 2012 lorsque l'unité est passée au F/A-18A Super Hornet. 
Leur indicatif radio est Ambush et leur code de queue est AF.

## Historique
Trois escadrons distincts ont été désignés VC-12. Le troisième d'entre eux a été renommé VFC-12 et est le sujet principal de cet article. Officiellement, la marine américaine ne reconnaît pas une lignée directe avec des escadrons supprimés si un nouvel escadron est formé avec la même désignation. Souvent, un nouvel escadron prend le surnom, l'insigne et les traditions d'un escadron correspondant antérieur.

### 1er VC-12
Il a été créé le 6 octobre 1943 au NAS Sand Point, à Seattle. L'escadron a exploité le F4F Wildcat et le TBM-1 Avenger à bord de l'USS Card (CVE-11) dans le Pacifique occidental. Sur le théâtre de l'Atlantique, le VC-12 a effectué des missions de combat contre des sous-marins allemands, enregistrant 34 engagements. Le 7 juin 1945, le VC-12 a été supprimé.

### Second VC-12

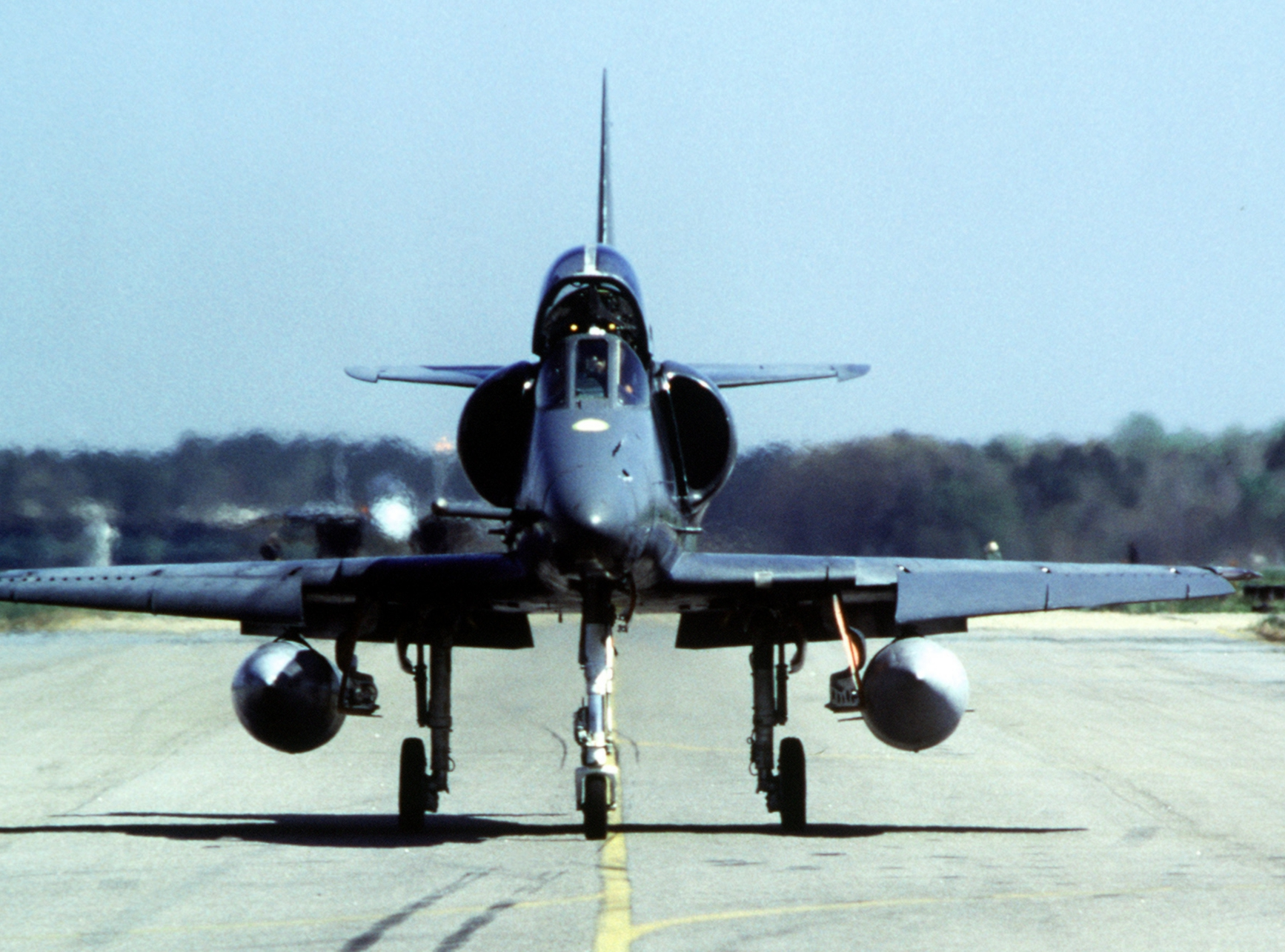
TA-4 Skyhawk du VFC-12 en 1990

Le 6 juillet 1948, le Carrier Airborne Early Warning Squadron Two (VAW-2) a été créé à la Naval Air Station Norfolk. Le 1er septembre 1948, il fut renommé Fleet Composite Squadron Twelve (VC-12). Le VC-12 exploitait des détachements de TBM-3W Avenger, AF-2W Guardian et AD-5W Skyraider des porte-avions de la flotte de l'Atlantique. Pendant la guerre de Corée, un détachement du VC-12 a combattu à partir de l'USS Bon Homme Richard (CV-31). En juillet 1956, il fut renommé VAW-12. Le 1er avril 1967, l'escadron a été dissout et ses détachements ont été créés en tant qu'escadrons VAW-121, VAW-122 et VAW-123.

### Actuel VFC-12

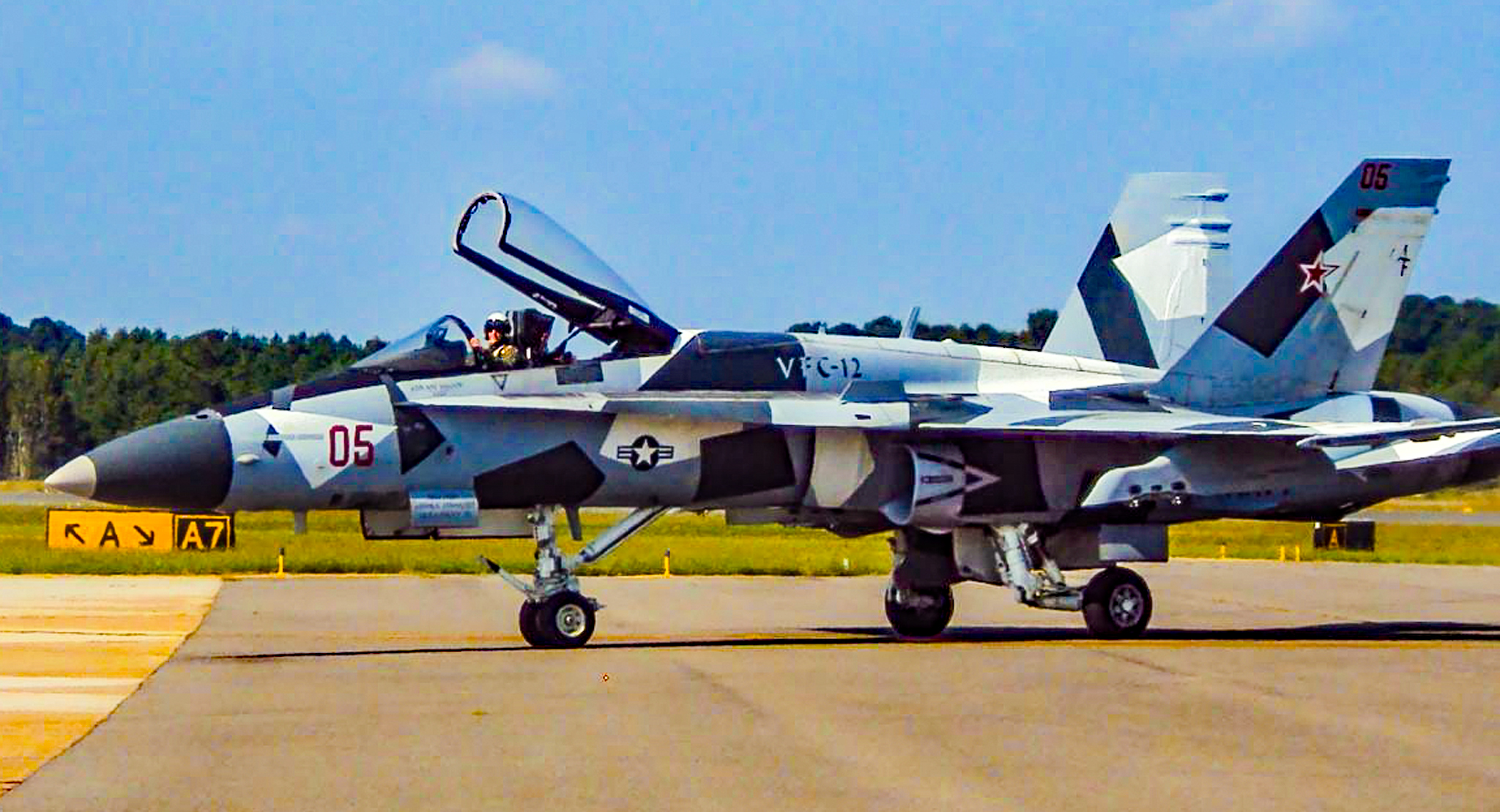
F/A-18 Hornet du VFC-12 en 2018

Le 1er septembre 1973, dans le Michigan, l'escadron actuel a été créé sous le nom de VC-12, premier escadron composite de la flotte de réserve de la Marine, en utilisant le monoplace A-4 Skyhawk et le biplace TA-4J, pour des services de soutien, y compris l'interception aérienne et la formation pour les unités de la flotte de l'Atlantique et du Pacifique.
En 1975, VC-12 a déménagé au Naval Air Station Oceana en Virginie. En juin 1988, il été renommé Fighter Squadron Composite Twelve (VFC-12) pour décrire plus précisément la mission de l'escadron d'entraînement au combat aérien dissemblable.
En 1994, l'unité est passée au F/A-18A/B Hornet. En 2012, VFC-12 a échangé ses jets avec le VFA-87.
À partir de 2021, l'escadron reçoit le F/A-18E/F Super Hornet.

### Citations
- Meritorious Unit Commendation
- Battle E (Battle Effectiveness Award (en))